# Liste der Biografien/Kosy
Liste der Biografien |
Portal Biografien |
Personensuche
# |
A |
B |
C |
D |
E |
F |
G |
H |
I |
J |
K |
L |
M |
N |
O |
P |
Q |
R |
S |
T |
U |
V |
W |
X |
Y |
Z |
?
 
Ka |
Kb |
Kc |
Kd |
Ke |
Kf |
Kg |
Kh |
Ki |
Kj |
Kl |
Km |
Kn |
Ko |
Kp |
Kr |
Ks |
Kt |
Ku |
Kv |
Kw |
Ky |
Kx |
Kz
 
Koa |
Kob |
Koc |
Kod |
Koe |
Kof |
Kog |
Koh |
Koi |
Koj |
Kok |
Kol |
Kom |
Kon |
Koo |
Kop |
Kor |
Kos |
Kot |
Kou |
Kov |
Kow |
Kox |
Koy |
Koz
 
Vorlage:Liste der Biografien/Kos
Die Liste der Biografien führt alle Personen auf, die in der deutschsprachigen Wikipedia einen Artikel haben. Dieses ist eine Teilliste mit 14 Einträgen von Personen, deren Namen mit den Buchstaben „Kosy“ beginnt.

## Kosy

### Kosyk
- Kosyk, Mato (1853–1940), sorbischer Dichter

### Kosyn
- Kosynowski, Heinrich (1896–1963), deutscher Politiker der FDP
- Kosynskyj, Kryschtof (1545–1593), Hetman der Ukraine

### Kosyr
- Kosyr, Walentyna (* 1950), ukrainische Hochspringerin
- Kosyrew, Andrei Wladimirowitsch (* 1951), russischer AußenministerAndrei Wladimirowitsch Kosyrew (* 1951)

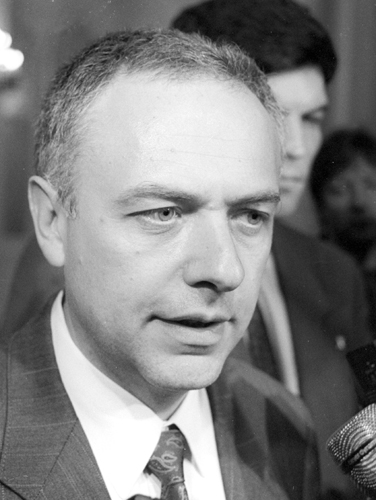
Andrei Wladimirowitsch Kosyrew (* 1951)

- Kosyrew, Nikolai Alexandrowitsch (1908–1983), russischer Astronom
- Kosyrew, Semjon Pawlowitsch (1907–1991), sowjetischer Botschafter
- Kosyrewa, Darja Alexandrowna (* 2005), russische politische Aktivistin
- Kosyrewa, Ljubow Wladimirowna (1929–2015), sowjetische Skilangläuferin
- Kosyrewa, Marija Alexandrowna (* 1999), russische Tennisspielerin
- Kosyrewski, Iwan Petrowitsch (1680–1734), Forschungsreisender

### Kosyu
- Kosyura, Rostyslav (* 1990), deutsch-ukrainischer Unternehmer und Aktivist

### Kosyz
- Kosyzkyj, Maksym (* 1981), ukrainischer Unternehmer, Politiker und Gouverneur
- Kosyzkyj, Pylyp (1893–1960), ukrainischer Komponist und Musikwissenschaftler